# Galeries Lafayette

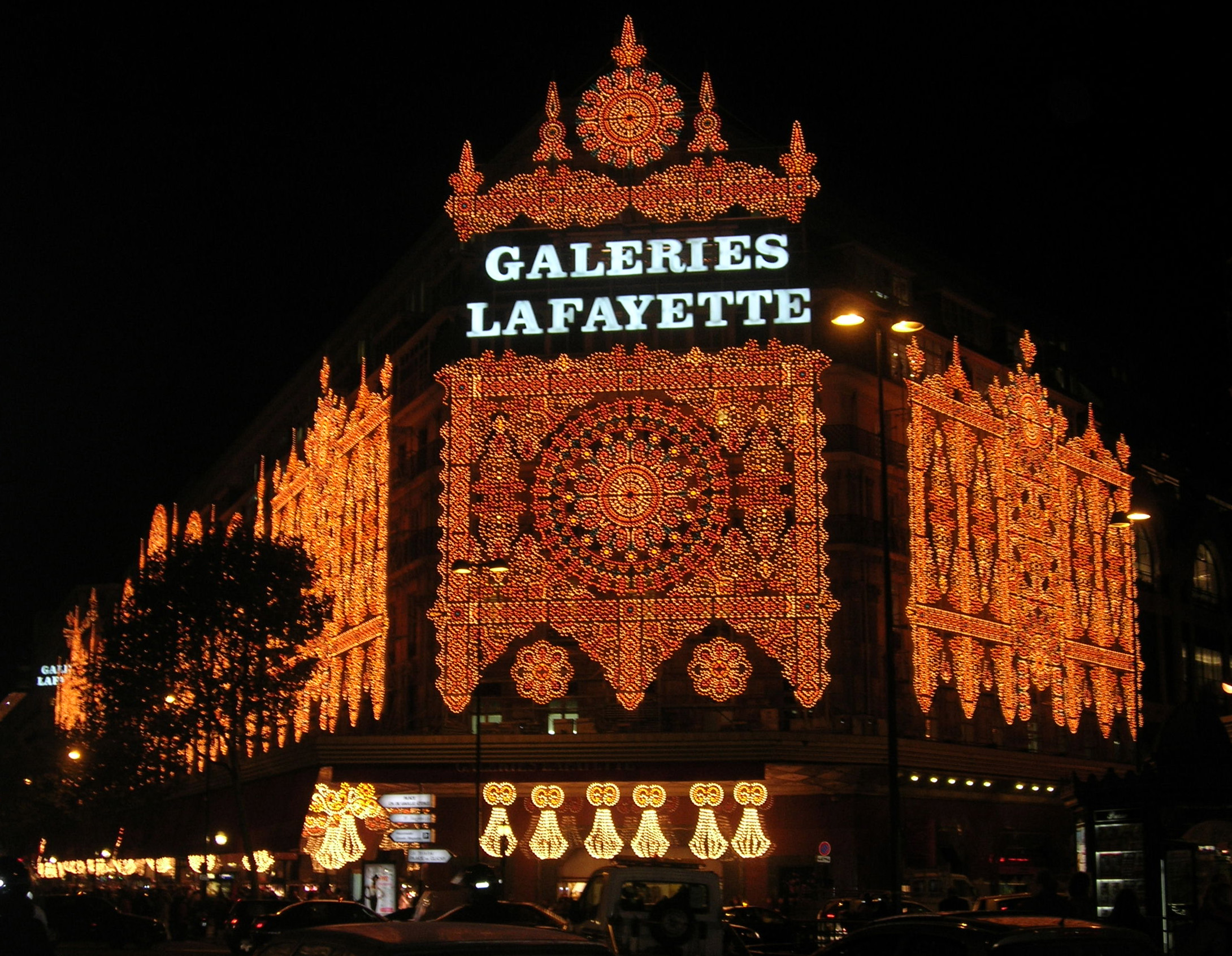
Ljusdekorationen under julhandeln på Lafayette Haussmann.

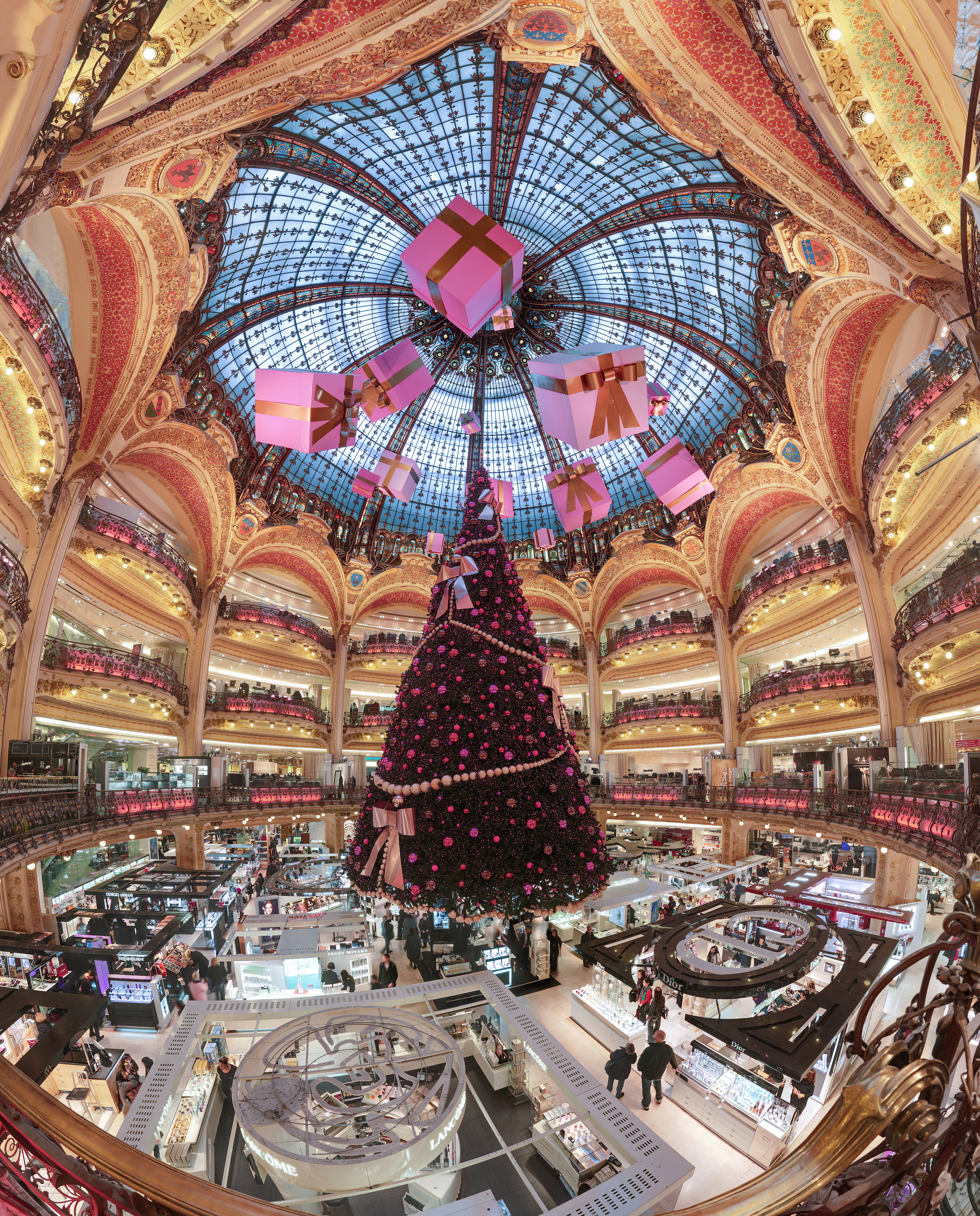
Interiör i juletid 2009.

Galeries Lafayette är en varuhuskedja inom Groupe Galeries Lafayette vars flaggskepp ligger i Paris på Boulevard Haussmann i nionde arrondissementet. Kedjan finns i de flesta stora städer i Frankrike, däribland två i Paris, två i Lyon och två i Marseille, men även utomlands. Galeries Lafayette i Berlin öppnades 1998 och ritades av Jean Nouvel.
Varuhusen har avdelningar för mode, inredning och accessoarer där de flesta kända märken är representerade.